# Mỹ Trạch
Mỹ Trạch là một xã thuộc huyện Bố Trạch, tỉnh Quảng Bình, Việt Nam.

## Địa lý
Xã Mỹ Trạch nằm ở phía bắc huyện Bố Trạch, có vị trí địa lý:
- Phía đông giáp xã Hạ Trạch
- Phía tây và phía bắc giáp huyện Quảng Trạch
- Phía nam giáp xã Liên Trạch.

Xã Mỹ Trạch có diện tích 9,40 km², dân số năm 2019 là 2.899 người, mật độ dân số đạt 308 người/km².

## Hành chính
Xã Mỹ Trạch được chia thành 3 thôn: Mỹ Trung (Cao Lao Trung), Bình Minh, Bình Hải (Cao Lao Thượng).